# Лусиано, Мартин
Мартин Абель Лусиано (исп. Martín Abel Luciano; 12 августа 2003, Росарио) — аргентинский футболист, левый защитник клуба «Ньюэллс Олд Бойз».

## Клубная карьера
Уроженец Росарио (провинция Санта-Фе), Мартин начал футбольную карьеру в академии местного клуба «Провинсиаль». В 2016 году стал игроком футбольной академии «Ньюэллс Олд Бойз». 8 ноября 2021 года дебютировал в основном составе «Ньюэллс Олд Бойз» в матче аргенской Примеры против «Униона».